# Bulbophyllum caputgnomonis
Bulbophyllum caputgnomonis är en orkidéart som beskrevs av Jaap J. Vermeulen. Bulbophyllum caputgnomonis ingår i släktet Bulbophyllum och familjen orkidéer. Inga underarter finns listade i Catalogue of Life.